# Patty Duke
Patty Duke, de nom verdader Anna Marie Duke, (14 de desembre de 1946 a Elmhurst, Nova York Estats Units - 29 març 2016) va ser una actriu estatunidenca.

## Carrera
Anna Maria Duke va néixer el 14 de desembre de 1946 a Elmhurst, en la circumscripció de Queens a Nova York. Després d'una infantesa desgraciada amb un pare alcohòlic i una mare depressiva, va ser confiada a l'edat de 8 anys als empresaris John i Ethel Ross, que van fer d'ella una nena actriu. Són ells que li van canviar el seu nom, van escollir Patty, ja que en aquell temps, una jove actriu, Patty Mccormack, tenia molt èxit. Els Ross tenien mètodes poc ortodoxos: mentien sobre la seva edat, van fer trampes en un joc televisat :The $64,000 Question a l'edat de 12 anys.
Després d'alguns spots publicitaris i petits papers, Patty Duke va obtenir el seu primer gran paper a Broadway el 1959 en The Miracle Worker al paper de Helen Keller, amb Anne Bancroft. Aquesta obra va ser adaptada per a la televisió el 1962 i va obtenir gràcies a aquesta pel·lícula el seu primer premi a l'edat de 16 anys: l'Oscar a la millor actriu secundària. (El 1979, quan la pel·lícula es va adaptar a la televisió, Patty Duke reprendrà el paper d'Anne Bancroft i el paper de Helen Keller serà interpretat per Melissa Gilbert.)
El 1963, va llançar la seva pròpia sèrie, The Patty Duke Show on feia els dos personatges principals: Patty Lane i la seva cosina Cathy Lane. El show va durar 3 temporades i li va valer una nominació als Premi Emmy.
Malgrat l'èxit de la seva carrera, va ser desgraciada durant la seva adolescència, presonera dels seus empresaris, tenia molt poc poder sobre la seva vida privada i sobre els seus guanys. Va relliscar cap a l'alcohol i els medicaments des de l'edat de 13 anys. Patty Duke ha escrit fins i tot en les seves memòries que els Ross van abusar sexualment d'ella.
No se'n va desfer més que a l'edat de 18 anys, per descobrir que l'havien espoliat de la majoria dels seus guanys...
Als 18 anys, es va casar amb Harry Falk, de 31 anys, però el matrimoni no va resistir a l'alcoholisme, la droga, l'anorèxia i les temptatives de suïcidi de Patty. Durant aquest matrimoni, va rodar Valley of the Dolls, qui va atreure moltes males crítiques, i va aixecar nombroses interrogants sobre la seva capacitat d'actriu a l'edat adulta.
Ha cantat en els anys 60 i ha estat fins i tot n°8 el 1965 amb la cançó Don't just stand there.
Va fer la seva tornada als anys 70 amb el telefilm My Sweet Charlie, pel que va aconseguir el seu primer Emmy. Va ser d'altra banda la primera actriu premiada amb un Emmy per a una pel·lícula televisada. Des d'aleshores actua principalment per a la televisió.
Va ser presidenta del Screen Actors Guild entre 1985 i 1988.
És l'autora de 2 obres :
- Call Me Anna
- Brilliant Madness: Living with Manic Depressive Illness

## Vida privada
Ha estat casada 4 vegades: 
- de 1965 a 1969 amb l'escenògraf Harry Falk
- del 26 de juny al 9 de juliol de 1970 amb Michael Tell
- de 1972 a 1985 amb l'actor John Astin
- des de 1986 amb Michael Pearce.

Té dos fills del seu 3r matrimoni: l'actor Sean Astin (1971) i Mackenzie Astin (1973), ha adoptat un altre fill el 1988, Kevin.
El desembre de 2007, va ser premiada per aquest treball de sensibilització amb un doctorat honorari de la Universitat del Nord de Florida.

## Filmografia selecta
Cinema
| Any  | Pel·lícula                                                                          | Paper                         | Notes                                                                                    |
| ---- | ----------------------------------------------------------------------------------- | ----------------------------- | ---------------------------------------------------------------------------------------- |
| 1958 | Country Música Holiday                                                              | Sis Brand                     |                                                                                          |
| 1958 | The Goddess                                                                         | Emily Ann Faulkner, de 8 anys |                                                                                          |
| 1959 | 4D Man                                                                              | Marjorie Sutherland           |                                                                                          |
| 1959 | Happy Anniversary                                                                   | Debbie Walters                |                                                                                          |
| 1962 | El miracle d'Anna Sullivan (The Miracle Worker)                                     | Helen Keller                  | Oscar a la millor actriu secundària Nominada – Globus d'Or a la millor actriu secundària |
| 1965 | Billie                                                                              | Billie Carol                  |                                                                                          |
| 1966 | The Daydreamer                                                                      | Thumbelina                    | Veu                                                                                      |
| 1967 | Think Twentieth                                                                     | Ella mateixa                  | Curta actuació                                                                           |
| 1967 | Valley of the Dolls                                                                 | Neely O'Hara                  |                                                                                          |
| 1969 | Me, Natalie                                                                         | Natalie Miller                | Globus d'Or a la millor actriu musical o còmica                                          |
| 1970 | My Sweet Charlie                                                                    | Marlene Chambers              | Premi Emmy per la millor actriu de miniseries o telefilms                                |
| 1972 | You'll Like My Mother                                                               | Francesca Kinsolving          |                                                                                          |
| 1978 | The Swarm                                                                           | Rita                          |                                                                                          |
| 1982 | By Design                                                                           | Helen                         |                                                                                          |
| 1986 | Willy/Milly                                                                         | Doris Niceman                 |                                                                                          |
| 1988 | Peery Mason: El cas del venjador expert (Perry Mason: The Case of the Avenging Ace) | Althea Sloan                  |                                                                                          |
| 1992 | Seducció prohibida (Prelude to a Kiss)                                              | Mrs. Boyle                    |                                                                                          |
| 1999 | Kimberly                                                                            | Dr. Feinstenberger            |                                                                                          |
| 2000 | Miracle a la muntanya (Miracle on the Mountain: The Kincaid Family Story)           | Anne Kincaid                  |                                                                                          |
| 2005 | Bigger Than the Sky                                                                 | Mrs. Keene/Earlene            |                                                                                          |
| 2008 | The Four Children of Tander Welch                                                   | Susan Metler                  |                                                                                          |

Televisió
| Any       | Pel·lícula                                             | Paper                             | Notes                                                                |
| --------- | ------------------------------------------------------ | --------------------------------- | -------------------------------------------------------------------- |
| 1963–1966 | The Patty Duke Show                                    | Patty Lane/Cathy Lane             | 104 episodis Nominada– Premi Emmy; Nominada–Globus d'Or              |
| 1967      | The Virginian                                          | Sue Ann MacRae                    | "Sue Ann" Temporada 5, Episodi 16                                    |
| 1976      | Captains and the Kings                                 | Bernadette Hennessey Armagh       | Miniseries Premi Emmy per la millor actriu de miniseries o telefilms |
| 1979      | Before and After                                       | Carole Matthews                   | Telefilm                                                             |
| 1979      | The Miracle Worker                                     | Annie Sullivan                    | -                                                                    |
| 1980      | The Babysitter                                         | Liz Benedict                      | Telefilm                                                             |
| 1981      | The Violation of Sarah McDavid                         | Sarah McDavid                     | Telefilm                                                             |
| 1982      | It Takes Two                                           | Molly Quinn                       | sèrie                                                                |
| 1985      | Hail To The Chief                                      | President Julia Mansfield         | sèrie                                                                |
| 1987      | Fight for Life                                         | Shirley Abrams                    | Telefilm                                                             |
| 1987      | Karen's Song                                           | Karen Matthews                    | sèrie                                                                |
| 1991      | A Killer Among Friends                                 | Jean Monroe                       | Telefilm                                                             |
| 1998      | The Patty Duke Show: Still Rockin' in Brooklyn Heights | Patty Lane/Cathy Lane MacAllister | Telefilm                                                             |
| 1998–2003 | Touched by an Angel                                    | Jean                              | 3 episodis                                                           |
| 1999      | A Season for Miracles                                  | Angel                             | Telefilm                                                             |
| 2004      | Judging Amy                                            | Valerie Bing                      | 1 episodi                                                            |
| 2006      | Falling in Love with the Girl Next Door                | Bridget Connelly                  | Telefilm                                                             |
| 2009      | Love Finds a Home                                      | Mary Watson                       | Telefilm                                                             |